# ECW One Night Stand (2005)
ECW One Night Stand 2005 s'est déroulé le 12 juin 2005 au Hammerstein Ballroom de New York.
Lors de l'évènement, une vidéo présentée par Gary Wolfe (Pitbull #1) a été diffusée et rendait hommage à d'anciens catcheurs de la ECW décédés depuis 2000 : Ted Petty (Rocco Rock), Terry Gordy, Mike Lockwood (Crash Holly), Ed Farhat (The Original Sheik), Mike Lozansky, Anthony Durante (Pitbull #2), Alex Rizzo (Big Dick Dudley) et Chris Candido.

## Contexte
ECW One Night Stand 2005 se déroule pendant le retour de la ECW et la guerre ECW vs WWE avec alliance entre les divisions SmackDown! et RAW.

## Matchs
- Lance Storm (w/Dawn Marie) def. Chris Jericho (7:22)
  - Storm a effectué le tombé sur Jericho après que Justin Credible et Jason venaient sur le bord du ring et que Credible frappait Jericho avec une Singapore cane.

- Super Crazy def. Yoshihiro Tajiri (w/The Sinister Minister et Mikey Whipwreck) et Little Guido (w/Tracy Smothers, Tony Mamaluke, Big Guido et J.T. Smith) dans un Three-Way Dance (6:12)
  - Tajiri a effectué le tombé sur Guido après un Whippersnapper de Whipwreck (4:08)
  - Super Crazy a effectué le tombé sur Tajiri après un moonsault (6:12)

- Rey Mysterio def. Psicosis (6:22)
  - Mysterio a effectué le tombé sur Psicosis avec un West Coast Pop.

- Sabu (w/Bill Alfonso) def. Rhyno (6:30)
  - Sabu a effectué le tombé sur Rhyno après un Arabian Skull Crusher à travers une table après que Rob Van Dam portait sur Rhyno un Van Daminator.

- Chris Benoit def. Eddie Guerrero (10:37)
  - Benoit a fait abandonner Guerrero sur le Crippler Crossface.

- Mike Awesome def. Masato Tanaka (9:52)
  - Awesome a effectué le tombé sur Tanaka après un Suicide Dive à l'extérieur.
  - Après le match Awesome a fait un Powerbomb sur l'arbitre Jim Mollinneux.

- The Dudley Boyz (Buh Buh Ray et D-Von) def. Tommy Dreamer et The Sandman (10:52)
  - Buh Buh et D-Von ont effectué le tombé sur Dreamer après un Powerbomb à travers une table enflammée.
  - Après le main event, "Stone Cold" Steve Austin défiait les "intrus" de RAW et de SmackDown à combattre avec la ECW. ECW remportait l'oppisition, qui terminait avec Eric Bischoff recevant un Stone Cold Stunner de Steve Austin.